# Piñas (Toa Alta)
Piñas es un barrio ubicado en el municipio de Toa Alta en el estado libre asociado de Puerto Rico. En el Censo de 2010 tenía una población de 1354 habitantes y una densidad poblacional de 328,38 personas por km².

## Geografía
Piñas se encuentra ubicado en las coordenadas 18°21′49″N 66°14′9″O / 18.36361, -66.23583. Según la Oficina del Censo de los Estados Unidos, Piñas tiene una superficie total de 4.12 km², de la cual 3.91 km² corresponden a tierra firme y (5.28%) 0.22 km² es agua.

## Demografía
Según el censo de 2010, había 1354 personas residiendo en Piñas. La densidad de población era de 328,38 hab./km². De los 1354 habitantes, Piñas estaba compuesto por el 75.11% blancos, el 10.71% eran afroamericanos, el 0.3% eran amerindios, el 6.87% eran de otras razas y el 7.02% pertenecían a dos o más razas. Del total de la población el 99.48% eran hispanos o latinos de cualquier raza.